# François Joseph Lefebvre
François Joseph Lefebvre, als duc de l'Empire 1e hertog van Dantzig (Rouffach, 25 oktober 1755 - Parijs, 14 september 1820) was een Frans militair en maarschalk van Frankrijk.

## Jonge jaren
Lefebvre kwam oorspronkelijk uit de Elzas en was de zoon van een huzaar. Hij schreef zich in in het Franse leger op zijn achttiende. Ten tijde van de Franse Revolutie was hij een sergeant in de Gardes Françaises (de persoonlijke garde van de koning). Zoals de meesten uit zijn regiment was hij een voorstander van de idealen van de Revolutie. In 1793 werd hij gepromoveerd tot brigadegeneraal en nam deel aan de Slag bij Fleurus op 26 juni 1794. Na de dood van Lazare Hoche kreeg hij het bevel over het Leger van de Samber en de Maas (september 1797). Hij commandeerde de voorste eenheden van het Leger van de Donau onder Jean-Baptiste Jourdan in maart 1799 en was commandant van de Parijse troepen, in welke positie hij de staatsgreep van Napoleon steunde.

## Onder Napoleon
Napoleon benoemde Lefebvre in 1800 tot senator en maakte hem maarschalk van Frankrijk in 1804. Lefebvre had het bevel over een divisie van de Gewapende Garde in de militaire campagnes in Duitsland van die jaren. Bij de Slag bij Jena was hij de commandant van de infanterie van de Keizerlijke Garde. Hij belegerde Danzig in 1807, en was in staat om de stad in te nemen, wat hem de titel hertog van Dantzig opleverde.
In 1808 nam Lefebvre deel aan de militaire campagne van Napoleon in Spanje en in 1809 kreeg hij het bevel over een Beiers leger in de veldslagen bij Eckmühl, de Wagram en de Slag bij Wörgl waar hij het Oostenrijkse leger van Feldmarschalleutnant Du Chasteler versloeg. Vanaf 1812 was hij de bevelhebber van de Oude Garde.
Lefebvre stemde in de Senaat voor de afzetting van Napoleon, en werd dan ook door Lodewijk XVIII met open armen binnengehaald. Bij de Honderd Dagen van Napoleon keerde hij echter weer terug bij de keizer. Lefebvre stierf in 1820 werd begraven op de Père-Lachaise, niet ver van André Masséna.
Louis Alexandre Berthier · Joachim Murat · Bon Adrien Jeannot de Moncey · Jean-Baptiste Jourdan · André Masséna · Pierre François Charles Augereau · Jean-Baptiste Bernadotte · Guillaume Brune · Nicolas Jean-de-Dieu Soult · Jean Lannes · Édouard Adolphe Casimir Joseph Mortier · Michel Ney · Louis Nicolas Davout · Jean-Baptiste Bessières · François Christophe Kellermann · François Joseph Lefebvre · Dominique-Catherine de Pérignon · Jean-Mathieu-Philibert Sérurier · Claude Victor-Perrin · Étienne Jacques Joseph Macdonald · Nicolas Charles Oudinot · Auguste de Marmont · Louis Gabriel Suchet · Laurent de Gouvion Saint-Cyr · Józef Poniatowski · Emmanuel de Grouchy
- Biblioteca Nacional de España: XX5629504
- Bibliothèque nationale de France: cb100111586 (data)
- Gemeinsame Normdatei: 116855533
- International Standard Name Identifier: 0000 0000 4431 3587
- Library of Congress Control Number: nb2008006884
- Base Léonore: LH//1546/20
- Nationale Bibliotheek van Polen: a0000002073714
- Réseau des bibliothèques de Suisse occidentale: 02-A018738290
- SNAC: w6d53kbx
- Système universitaire de documentation: 090238273
- Virtual International Authority File: 56598024
- WorldCat: E39PBJcWmYm6M46b9rwy3vjQv3